# Phoroncidia nicoleti
Phoroncidia nicoleti är en spindelart som först beskrevs av Carl Friedrich Roewer 1942. 
Phoroncidia nicoleti ingår i släktet Phoroncidia och familjen klotspindlar. Inga underarter finns listade i Catalogue of Life.